# Vähä-Ilves
Vähä-Ilves är en ö i Finland. Den ligger i sjön Päijänne och i kommunen Kuhmois i landskapet Mellersta Finland, i den södra delen av landet, 150 km norr om huvudstaden Helsingfors. Öns area är 1 hektar och dess största längd är 150 meter i sydväst-nordöstlig riktning.